# Медиакратия
Медиакра́тия (от англ. mass media — СМИ и др.-греч. κράτος — власть) — влияние, власть СМИ. Термин означает явление, когда политические решения и дискуссии, а также политическая коммуникация в современных демократиях происходят не в первичной политической плоскости, а в интересах СМИ. Несмотря на сходство между понятиями «четвёртая власть» и «медиакратия», между ними существуют содержательные различия. Термин медиакратии остаётся до сих пор спорным, поскольку трактуется разными авторами по-разному. Немецкий политолог Томас Мейер (нем. Thomas Meyer) посвятил много работ толкованию этого термина.

## Применение срока
По Мейеру, медиакратия в сравнении с «четвёртой властью» (медиадемократией) означает гораздо больше, чем дидактическую отмену части слова демос (народ), а вместе с тем лишение возможности для самоопределения (суверенитета) гражданина. Гражданин становится пассивным зрителем политических дебатов в средствах массовой информации без возможности активного вмешательства, например наблюдая ток-шоу. Это решают вместо зрителя СМИ путём артикуляции и собственного отбора.
Вместе с утратой значения партий теряется также и значение граждан. Таким образом, собственно демократия соучастия превращается в мнимую демократию созерцания.
Аналогичную критику СМИ можно найти в труде Homo videns. La sociedad teledirigida Джованни Сартори, представителя демократической теории. Он критикует то, как базисные демократические идеи (участие, прямая демократия) представлены в современных средствах массовой информации. По его мнению, в СМИ не реализуется принцип конкуренции, поскольку они представляют частные мнения спонсоров и рекламодателей, а не зрителей.